# Шудзялово
Шудзялово (пол. Szudziałowo) — село в Польщі, у гміні Шудзялово Сокульського повіту Підляського воєводства.
Населення — 732 особи (2011).
У 1975-1998 роках село належало до Білостоцького воєводства.

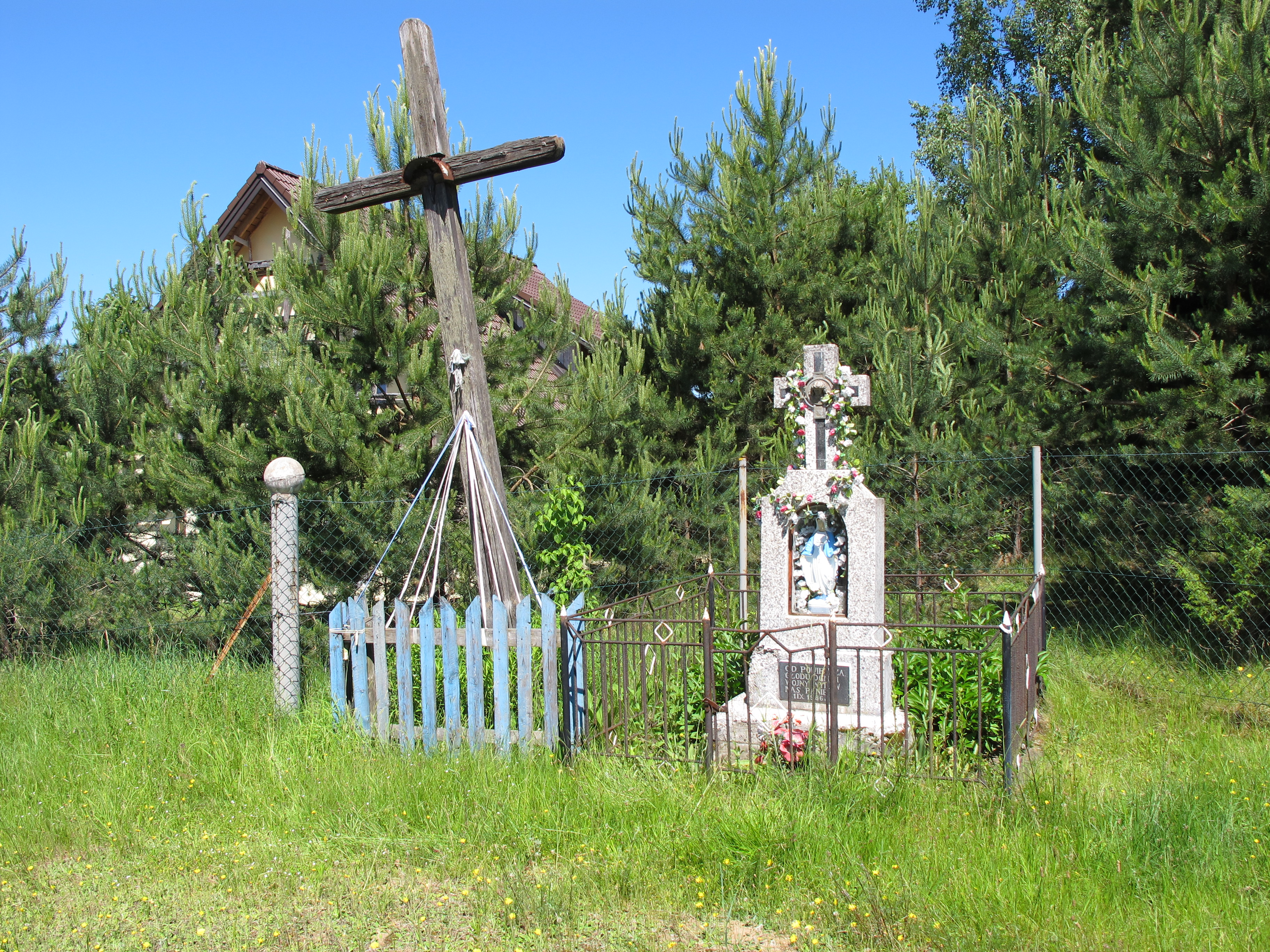
Православний хрест

## Демографія
Демографічна структура станом на 31 березня 2011 року:
|          | Загалом | Допрацездатний вік | Працездатний вік | Постпрацездатний вік |
| -------- | ------- | ------------------ | ---------------- | -------------------- |
| Чоловіки | 362     | 69                 | 277              | 16                   |
| Жінки    | 370     | 75                 | 246              | 49                   |
| Разом    | 732     | 144                | 523              | 65                   |